# كريس سافينو
كريستفور ماسون سافينو (بالإنجليزية: Chris Savino)‏ من مواليد 02 أكتوبر 1971 هو رسام رسوم متحركة أمريكي ومنتج وكاتب سيناريو ومخرج مسلسل الرسوم المتحركة المشهور منزل لاود

## فيلموغرافيا
عرض رين وستيمبي 1991 - 1996
غارفيلد والأصدقاء 1991 - 1994
حياة روكو الحديثة 1993 - 1996
عرض الطفل هيوي 1995
هات 1995
الفأر والوحش (رسوم متحركة) 1996
هيا آرنولد! 1996 - 1997
القنادس الغاضبة 1997 - 2001
Space goofs 1997
داك مان 1997
مختبر دكستر 1997 - 2003
البقر والدجاج (مسلسل) 1997
أنا ويزل 1997
فتيات القوة 1998 - 2005
ماهذا الكرتون! 2000
ساموراي جاك 2001 - 2004
مهما حدث لي ... روبوت جونز ؟ (مسلسل) 2002
مغامرات بيلي وماندي - 2003
منزل فوستر 2004 - 2009
تجربة جوني (مسلسل) 2005 - 2006
المراهقة الآلية 2005 - 2008
صديقي المفضل هو قرد 2005 - 2008
ني هاو كاي لان 2008
كيك باتاوسكي: المغامر 2010 - 2012
ماي ليتل بوني: فرندشيب إز ماجيك 2010 - 2011
ميكي ماوس 2013
إلى بليك! 2015
منزل لاود 2016 - 2018
All In with Cam Newton 2016

### الافلام
عالم بارد (فيلم) 1992
مختبر دكستر رحلة ايغو (فيلم)
فلينستون : على الصخور 2001

## روابط خارجية
- كريس سافينو على موقع IMDb (الإنجليزية)
- كريس سافينو على موقع ميوزك برينز (الإنجليزية)
- كريس سافينو على موقع قاعدة بيانات الفيلم (الإنجليزية)